# Gymnogobius heptacanthus
Gymnogobius heptacanthus är en fiskart som först beskrevs av Hilgendorf, 1879.  Gymnogobius heptacanthus ingår i släktet Gymnogobius och familjen smörbultsfiskar. Inga underarter finns listade i Catalogue of Life.